# Vusi Malinga
Vusi Malinga (29 de octubre de 1979) es un boxeador profesional sudafricano. Malinga ha peleado dos veces para los principales títulos mundiales de peso gallo y ha aparecido en una pelea profesional en Showtime.

## Carrera

### Malinga vs. Sahaprom
El 12 de junio de 2008, Malinga luchó contra el ex campeón mundial de peso gallo Veeraphol Sahaprom dos veces, en una eliminatoria por el derecho a luchar por el título mundial de la WBC y ganó por nocaut técnico.

### Malinga vs. Hasegawa
El 12 de marzo de 2009, Malinga luchó contra Hozumi Hasegawa por el título mundial  de la WBC, perdiendo por nocaut técnico.

### Malinga vs. Domingo
El 30 de octubre de 2010, Malinga luchó contra Michael Domingo en una eliminatoria por el derecho a luchar por el título mundial de la FIB y ganó por decisión unánime.

## Malinga vs. Santa Cruz
El 2 de junio de 2012, Malinga luchó contra Leo Santa Cruz por el vacante título mundial de la FIB, en el que perdió por decisión unánime. Esta pelea fue transmitida por Showtime.

### Malinga vs. Hall
El 21 de diciembre de 2013, Malinga luchó contra Stuart Hall por el vacante título mundial de la FIB, y perdió por decisión unánime.